# ۱۲۱۶ (خورشیدی)
۱۲۱۶ هزار و دویست و شانزدهمین سال هجری خورشیدی است.